# Polygonatum stenophyllum
Polygonatum stenophyllum är en sparrisväxtart som beskrevs av Carl Maximowicz. Polygonatum stenophyllum ingår i släktet ramsar, och familjen sparrisväxter. Inga underarter finns listade i Catalogue of Life.